# Preambule bij de Wapenstilstand van 22 juni 1940
De preambule bij de wapenstilstand van 22 juni 1940 was een inleidende tekst voorgelezen door Wilhelm Keitel aan de Franse delegatie, in naam van Führer Adolf Hitler, bij het opstarten van de wapenstilstandsbesprekingen op 21 juni 1940 in het Bos van Compiègne. Hitler verliet na het voorlezen van de preambule samen met de andere aanwezige Nazi kopstukken de onderhandelingen die op 22 juni tot een getekend verdrag leidden.

## De tekst van de preambule
Hieronder is de uit het Duits vertaalde tekst weergegeven van de preambule (zie weblink voor de originele Duitse tekst).
In opdracht van de Führer en opperbevelhebber van de Duitse Weermacht heb ik U de volgende mededeling te doen:
Vertrouwend op de door de Amerikaanse president Wilson aan het Duitse Rijk gegeven waarborgen, bevestigd door de geallieerde machten, heeft de Duitse Weermacht op 11 november 1918 de wapens neergelegd. Daarmee kwam een oorlog ten einde, die het Duitse volk en zijn regering niet gewild hadden, en waarin ondanks een reusachtige overmacht de tegenstanders er niet in geslaagd waren, het Duitse leger, de Krijgsmarine of de Duitse Luchtmacht op enige wijze beslissend te verslaan. 
Reeds op het ogenblik van aankomst van de Duitse wapenstilstandscommissie begon echter het verbreken van de plechtig gemaakte beloften. Op 11 november 1918 begon daarmee in deze trein de lijdensweg van het Duitse volk. Wat een volk aan ontering en vernedering, aan menselijk en materieel lijden aangedaan kan worden, nam hier zijn aanvang. Woordbreuk en meineed hadden samengezworen tegen een volk , dat na een meer dan vierjarige heldhaftige weerstand slechts aan deze enkele zwakte bezweek, geloof te schenken aan de beloften van democratische staatsmannen. 
Op 3 september 1939 - 25 jaar na het uitbreken van de wereldoorlog - hebben Engeland en Frankrijk weer zonder enige reden Duitsland de oorlog verklaard. De beslissing der wapens is nu gevallen. Frankrijk is overwonnen. De Franse regering heeft de Rijksregering verzocht, om haar de Duitse voorwaarden voor een wapenstilstand bekend te maken. 
Indien voor deze in ontvangstname van de voorwaarden het historische bos van Compiègne werd gekozen, dan gebeurde dit om door deze daad van wedergoedmakende gerechtigheid, voor eens en altijd, een herinnering uit te wissen, die voor Frankrijk geen roemrijk blad in zijn geschiedenis was, door het Duitse volk echter als diepste schande aller tijden aangevoeld werd. 
Frankrijk werd na een heldhaftig verzet in een opvolging van bloedige veldslagen overwonnen en is ingestort. Duitsland heeft daarom niet de bedoeling, de wapenstilstandsvoorwaarden of de wapenstilstandsonderhandelingen ten aanzien van zo een dappere tegenstander een smadelijk karakter te geven.
Het doel van de Duitse eisen is:
1. Een heropname van de strijd te verhinderen.
2. Duitsland alle waarborgen te geven voor het haar opgelegde verderzetten van de oorlog tegen Engeland, evenals
3. De voorwaarden te scheppen om een nieuwe vrede gestalte te geven wiens wezenlijke inhoud het zal zijn, het wedergoedmaken van het met geweld aangedane onrecht aan het Duitse Rijk zelf.